# Federico Pendasio
Federico Pendasio, lat. Pendasius, né en 1522 à Mantoue et mort le 19 décembre 1603 à Bologne, est un philosophe italien de la Renaissance, professeur à l'Université de Padoue.

## Biographie
Federico Pendasio est nommé en 1564, en même temps que Francesco Piccolomini, sur la deuxième chaire ordinaire de philosophie naturelle à l'Université de Padoue. L'historien Bruno Nardi considérait Pendasio comme un alexandriste modéré. Bien qu'il soit convaincu qu'Alexandre d'Aphrodise ait été le meilleur interprète d'Aristote sur la question de l'âme, il est néanmoins convaincu que la position d'Aristote n'est pas vraie et que la conception chrétienne est plus conforme aux principes de la vraie philosophie.